# Silbervogel
Silbervogel (tiếng Đức "chim bạc") là một tên lửa nhiên liệu lỏng du hành dưới quỹ đạo được thiết kế bởi Eugen Sänger và Irene Bredt cuối những năm 1930 cho Đức quốc xã. Nó còn được biết đến dưới cái tên RaBo (Raketenbomber – "tên lửa ném bom"). Nó là một trong số nhiều thiết kế được tiến hành trong dự án Amerikabomber, được bắt đầu từ mùa xuân năm 1942, tập trung vào các máy bay ném bom chiến lược động cơ piston có khả năng bay qua biển Atlantic như Messerschmitt Me 264 và Junkers Ju 390, chỉ có hai nguyên mẫu được chế tạo và bay thử nghiệm. Khi Walter Dornberger cố gắng gây sự chú ý cho giới chức quân sự của Mỹ sau chiến tranh thứ hai, ông đã chọn thuật ngữ mang tính ngoại giao hơn là antipodal bomber.